# 보르가르피아르다르시슬라
보르가르피아르다르시슬라(아이슬란드어: Borgarfjarðarsýsla)는 아이슬란드의 주이다. 이 주는 베스튀를란드 지역에 있다.